# براق كينغ
براق كينغ (بالهولندية: Burak King)‏ هو مغني هولندي، ولد في 17 مايو 1992 في روتردام في هولندا.